# Frequenamia inhabilis
Frequenamia inhabilis är en insektsart som beskrevs av Rauno E. Linnavuori 1959. Frequenamia inhabilis ingår i släktet Frequenamia och familjen dvärgstritar. Inga underarter finns listade i Catalogue of Life.